# Suriname vasúti közlekedése

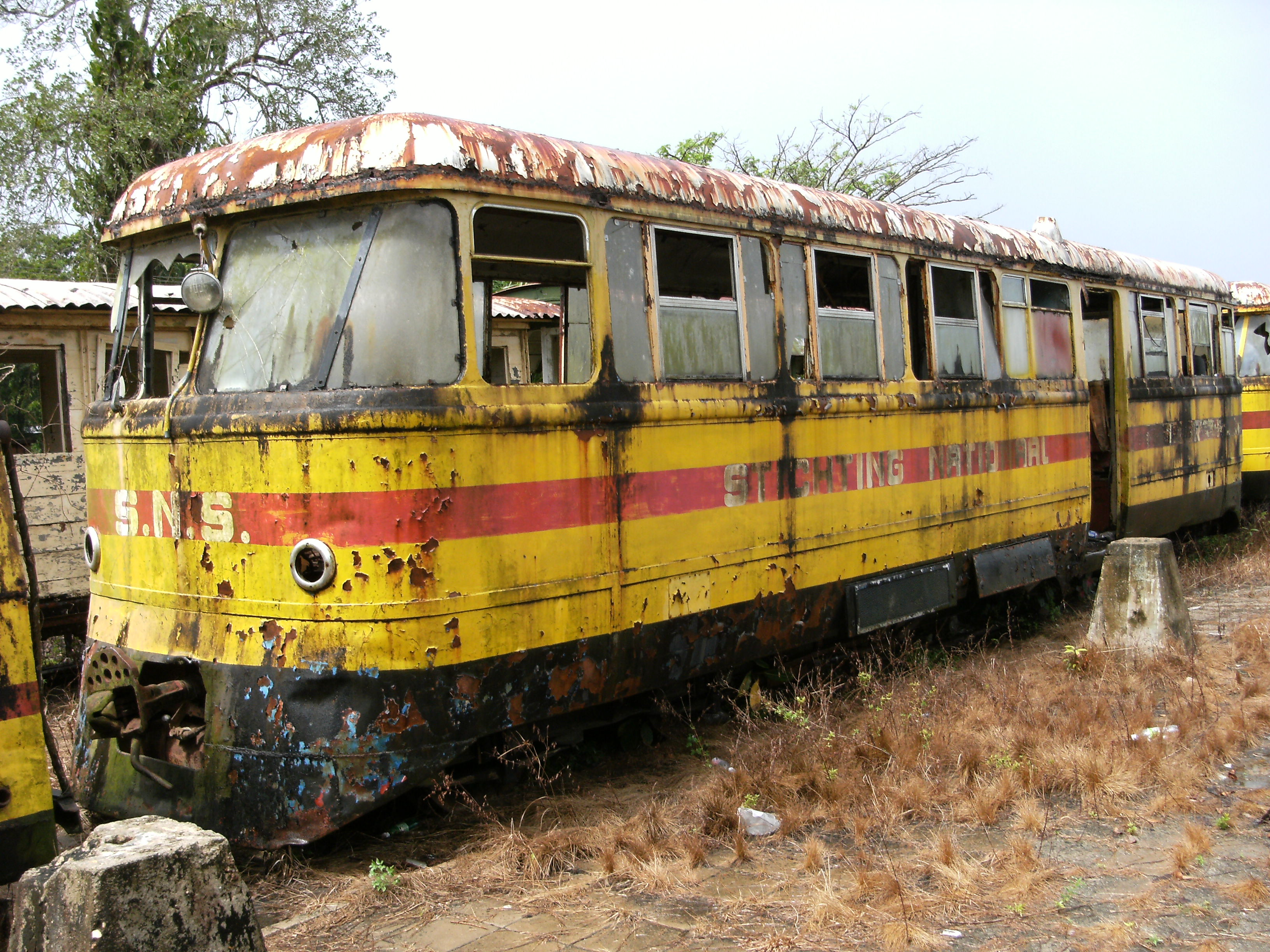
Leállított motorvonat Suriname-ban

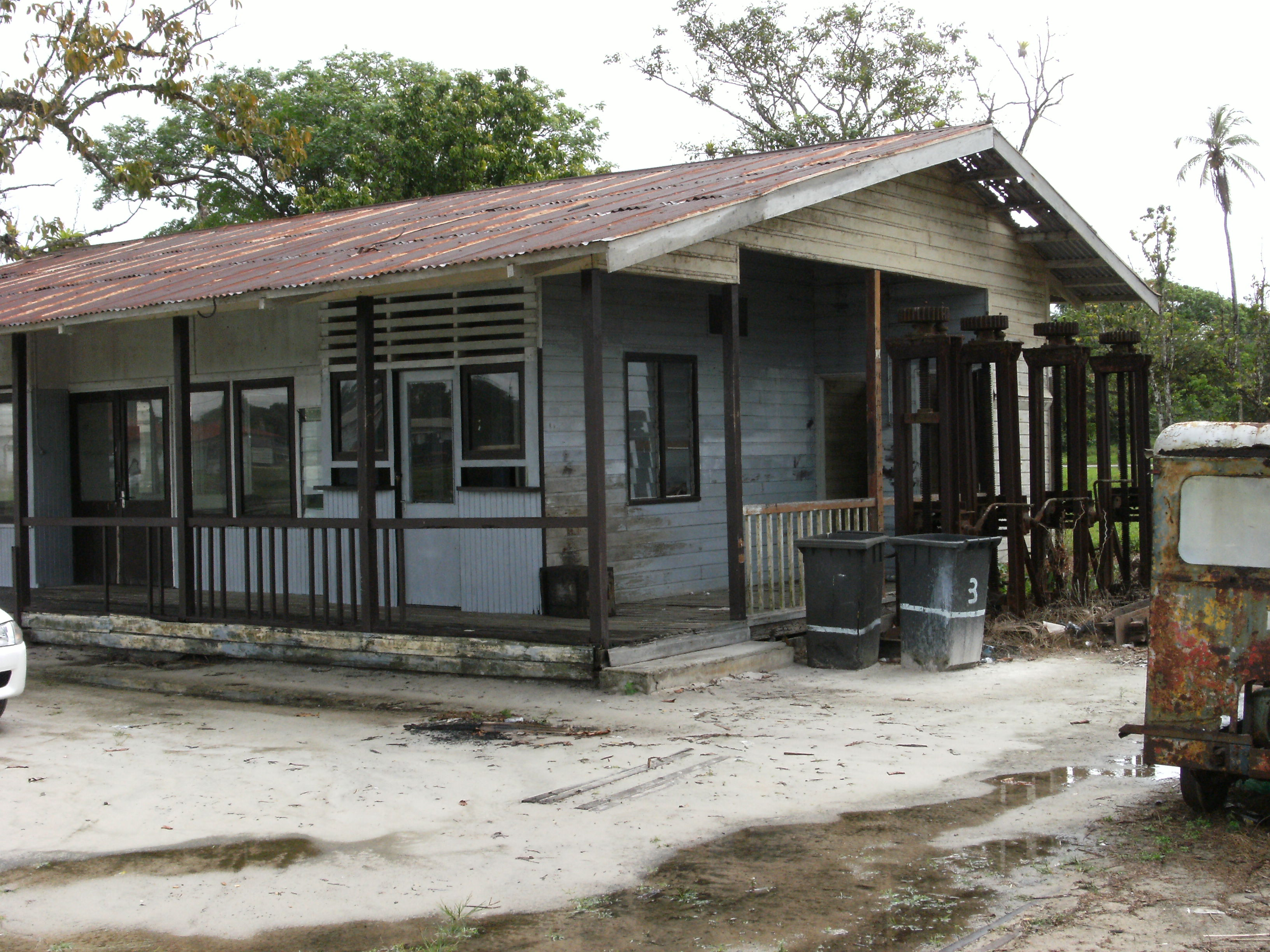
A bezárt Onverwacht vasútállomás

Suriname vasúthálózatának hossza 166 km. Ebből 80 km normál nyomtávolságú (1435 mm), 86 km keskeny nyomtávú (1000 mm). Jelenleg nincs rajtuk vasúti közlekedés.

## Vasúti kapcsolat más országokkal
- Guyana - nincs
- Francia Guyana - nincs
- Brazília - nincs